# Xenillus
Xenillus är ett släkte av kvalster. Xenillus ingår i familjen Xenillidae.

## Dottertaxa tillXenillus, i alfabetisk ordning[1]
- Xenillus adelae
- Xenillus akidosus
- Xenillus amazonensis
- Xenillus amazonicus
- Xenillus anakolosus
- Xenillus anasillus
- Xenillus argentinensis
- Xenillus arilloi
- Xenillus athesis
- Xenillus baggioi
- Xenillus bolivianus
- Xenillus brasilianus
- Xenillus butantaniensis
- Xenillus capitatus
- Xenillus clavatopilus
- Xenillus clypeator
- Xenillus columbianus
- Xenillus confusus
- Xenillus davisorum
- Xenillus deformatus
- Xenillus discrepans
- Xenillus disjunctus
- Xenillus diversisetosus
- Xenillus ecuadorensis
- Xenillus erbanensis
- Xenillus fazendae
- Xenillus fecundus
- Xenillus fernandoi
- Xenillus forceps
- Xenillus fusifer
- Xenillus gelasinus
- Xenillus gephyrus
- Xenillus hammerae
- Xenillus heterotrichus
- Xenillus ibericus
- Xenillus imitator
- Xenillus ionthadosus
- Xenillus irregularis
- Xenillus itascensis
- Xenillus lamellatus
- Xenillus latilamellatus
- Xenillus lawrencei
- Xenillus lebanonensis
- Xenillus longipes
- Xenillus longipilus
- Xenillus longisetosus
- Xenillus matskasii
- Xenillus moonsani
- Xenillus moyae
- Xenillus multisetosus
- Xenillus mutabilis
- Xenillus neonominatus
- Xenillus niger
- Xenillus occultus
- Xenillus ornatus
- Xenillus penicilliger
- Xenillus peruensis
- Xenillus pulvillus
- Xenillus punctulatus
- Xenillus rohri
- Xenillus salamoni
- Xenillus sanctipauli
- Xenillus sculptrus
- Xenillus selgae
- Xenillus setiger
- Xenillus setosus
- Xenillus singularis
- Xenillus spilotus
- Xenillus stepensis
- Xenillus subnudus
- Xenillus superbus
- Xenillus tegeocranus
- Xenillus tuberculatus
- Xenillus variabilis
- Xenillus variolosus
- Xenillus venezuelanus
- Xenillus ybarrai